# Список видов семейства Atypidae
Список всех описанных видов пауков семейства Atypidae на 10 сентября 2013 года.

## Atypus
Atypus Latreille, 1804
- Atypus affinis Eichwald, 1830 — От Британии до Украины, Северная Африка
- Atypus baotianmanensis Hu, 1994 — Китай
- Atypus coreanus Kim, 1985 — Корея
- Atypus dorsualis Thorell, 1897 — Мьянма, Таиланд
- Atypus flexus Zhu et al., 2006 — Китай
- Atypus formosensis Kayashima, 1943 — Тайвань
- Atypus heterothecus Zhang, 1985 — Китай
- Atypus javanus Thorell, 1890 — Ява
- Atypus karschi Donitz, 1887 — Китай, Тайвань, Япония
- Atypus lannaianus Schwendinger, 1989 — Таиланд
- Atypus largosaccatus Zhu et al., 2006 — Китай
- Atypus ledongensis Zhu et al., 2006 — Китай
- Atypus magnus Namkung, 1986 — Россия, Корея
- Atypus medius Oliger, 1999 — Россия
- Atypus muralis Bertkau, 1890 — Центральная Европа до Туркменистана
- Atypus pedicellatus Zhu et al., 2006 — Китай
- Atypus piceus (Sulzer, 1776) — Европа до Молдавии, Иран
- Atypus quelpartensis Namkung, 2002 — Корея
- Atypus sacculatus Zhu et al., 2006 — Китай
- Atypus sinensis Schenkel, 1953 — Китай
- Atypus snetsingeri Sarno, 1973 — США
- Atypus sternosulcus Kim et al., 2006 — Корея
- Atypus suiningensis Zhang, 1985 — Китай
- Atypus suthepicus Schwendinger, 1989 — Таиланд
- Atypus sutherlandi Chennappaiya, 1935 — Индия
- Atypus suwonensis Kim et al., 2006 — Корея
- Atypus tibetensis Zhu et al., 2006 — Китай
- Atypus wataribabaorum Tanikawa, 2006 — Япония
- Atypus yajuni Zhu et al., 2006 — Китай

## Calommata
Calommata Lucas, 1837
- Calommata fulvipes (Lucas, 1835) — Ява, Суматра
- Calommata tamdaoensis Zha, Pham & Li, 2012 — Вьетнам
- Calommata megae Fourie, Haddad & Jocque, 2011 — Зимбабве
- Calommata meridionalis Fourie, Haddad & Jocque, 2011 — Южная Африка
- Calommata namibica Fourie, Haddad & Jocque, 2011 — Намибия
- Calommata obesa Simon, 1886 — Таиланд
- Calommata pichoni Schenkel, 1963 — Китай
- Calommata signata Karsch, 1879 — Китай, Корея, Япония
- Calommata simoni Pocock, 1903 — Западная, Центральная и Восточная Африка
- Calommata sundaica (Doleschall, 1859) — Ява, Суматра, Израиль
- Calommata tibialis Fourie, Haddad & Jocque, 2011 — Кот-д’Ивуар, Того
- Calommata transvaalica (Hewitt, 1916) — Южная Африка
- Calommata truculenta (Thorell, 1887) — Мьянма

## Sphodros
Sphodros Walckenaer, 1835
- Sphodros abboti Walckenaer, 1835 — США
- Sphodros atlanticus Gertsch & Platnick, 1980 — США
- Sphodros coylei Gertsch & Platnick, 1980 — США
- Sphodros fitchi Gertsch & Platnick, 1980 — США
- Sphodros niger (Hentz, 1842) — США, Canada
- Sphodros paisano Gertsch & Platnick, 1980 — США, Мексика
- Sphodros rufipes (Latreille, 1829) — США